# 七叶树研究所
七叶树研究所（英語：Buckeye Institute）是一个501(c)(3)保守派自由市场公共政策智库。该组织总部位于俄亥俄州哥伦布市，使命是“推动各州自由市场公共政策的发展”。

## 历史及领导
1989年，经济学家萨姆·斯塔利在俄亥俄州代顿创立了城市政策研究所。1994年，城市政策研究所改组为七叶树研究所。该组织最初的研究人员集中在莱特州立大学。1999年，七叶树研究所将总部从代顿市迁至哥伦布市。哥伦布市市长格雷格·拉舒特卡曾担任该组织董事会主席。马特·梅耶在2009年至2011年间领导该组织，此人后来又创立了机会俄亥俄组织。现任七叶树研究所主席罗伯特·阿尔特自2012年10月起担任该职务。

## 组织结构
七叶树研究所拥有多位研究员和学者，专注于各类公共政策议题的研究，涵盖医疗保健、教育、经济发展等领域。该研究所还成立了一个法律倡导组织名曰1851宪法法律中心，该中心后来独立发展，成为一个单独运营的机构。

## 政策议题
七叶树研究所有八个重点领域：问责政府、预算与税收、教育、能源与环境、联邦主义、医疗保健、劳工和法律。在这些领域中，七叶树研究所的工作人员撰写同行评审的政策报告，向俄亥俄州立法机构和美国国会提供专家证词，并向州级和联邦法院提交朋友法庭意见书，包括向美国最高法院递交相关文件。
作为“问责政府”优先领域的一部分，七叶树研究所还提供可搜索的薪资数据库，利用公开的政府信息，涵盖地方、州级、中小学（K-12）和高等教育的公共部门员工。该组织将其薪资数据库称为“政府透明度的关键”。俄亥俄州财政部长乔什·曼德尔在其透明度网站上也效仿了七叶树研究所的这一做法。

### 税收和支出
七叶树研究所一直支持降低俄亥俄州州收入税。该研究所曾两次出版《小猪之书》，该书列举了其认为浪费的政府开支。2006年，七叶树研究所支持一项提议的宪法修正案，该修正案旨在对税收收入和政府开支的年增长设定上限，类似于其他州的《纳税人权利法案》。

### 教育
该研究所发布的报告和研究倡导以市场为导向的教育改革方案，包括教育券和特许学校。 2008年，七叶树研究所推出了一个数据库，公开提供有关俄亥俄州公立学校教师薪资的信息。